# 陳永祥 (政治人物)
陈永祥（1923年—），北京平谷人，中华人民共和国政治人物。

## 生平
1957年前，陈永祥历任村互助组组长、初级农业生产合作社社长、高级农业生产社社长等职。1957年后，曾任平谷县峪口公社许家务大队队长、西凡各庄石灰场场长，乐政务公社许家务大队队长、大队党支部书记、大队革命委员会主任，中共乐政务公社党委副书记，平谷县贫下中农协会主任。陈永祥是第四届全国人大代表，第五届全国人大常委会委员。
1974年，华国锋最小的女儿苏莉从北京一六六中学毕业后，插队落户到北京市平谷县许家务大队。1975年2月5日上午，该大队党支部书记陈永祥以及几位大队干部到北京进行家庭访问，华国锋以家长身份接待了他们。
1980年，平谷县革命委员会报告：由平谷县协商推选的北京市第七届人大代表陈永祥，因“犯有奸污女青年的严重错误，在群众中造成了很坏的影响”，1980年10月15日，平谷县革命委员会扩大会议讨论决定罢免陈永祥的北京市第七届人大代表职务，报北京市人大常委会备案，并建议北京市人大常委会罢免陈永祥的第五届全国人大代表资格，请北京市人大常委会建议全国人民代表大会罢免其第五届全国人大常委会委员职务。1981年2月26日至28日，北京市第七届人大常委会举行第十一次会议，鉴于陈永祥“犯有奸污女青年的严重错误，影响很坏”，会议通过了《北京市人民代表大会常务委员会关于罢免陈永祥的五届全国人大代表的决议》，决定罢免陈永祥的第五届全国人大代表的资格。1981年3月6日，第五届全国人大常委会第十七次会议罢免了陈永祥全国人大常委会委员职务。